# Hoàng Lập Ngôn
Hoàng Lập Ngôn (sinh 1910 tại Hà Nội - mất 16 tháng 3 năm 2006) là một họa sĩ kiêm nhà thơ nghiệp dư lãng mạn Việt Nam.